# هوفهانز باكوف
هوفهانز باكوف (مواليد 2 ديسمبر 1992) هو ملاكم أرميني، مثّل بلاده في الألعاب الأولمبية الصيفية 2016 و2020.

## روابط خارجية
هوفهانز باكوف على موقع بوكس ريك (الإنجليزية) (registration required)
- هوفهانز باكوف على موقع اللجنة الأولمبية الدولية (الإنجليزية)
- هوفهانز باكوف على موقع أوليمبيديا (الإنجليزية)